# Vlag van Daegu

Vlag van Daegu

De vlag van Daegu bestaat uit een groene achtergrond waarop het witte embleem is afgebeeld. De vlag is in huidige vorm sinds 28 december 2001 in gebruik. Het embleem drukt een stadsbeeld vol kracht uit dat toekomstgerichte vooruitstrevendheid en wereldgerichte openheid nastreeft om vorm te geven aan de beelden van de berg Palgongsan en de rivier de Nakdong die Daegu omringen.

## Vorige vlaggen
De eerste vlag werd op 1977 aangenomen, en toont een gestileerde karakters 大邱 in wit, gecentreerd op een blauwe achtergrond. De cirkel in het midden van het schilderij stelt de zon voor. Het embleem is ontworpen tijdens de Japanse overheersing.
De tweede vlag werd op 9 oktober 1996 aangenomen, en bestaat uit een blauwe achtergrond waarop het gouden embleem is afgebeeld. Dat was de huidige embleem, maar toen was het Latijns schrift geschreven als Taegu.
De derde vlag werd op 10 maart 2001 aangenomen, en bestaat uit een blauwe achtergrond waarop het gouden embleem is afgebeeld. Dat was de huidige vlag, maar dan met andere kleuren.

Eerste vlag (1977 - 9 oktober 1996)
Tweede vlag (9 oktober 1996 - 9 maart 2001)
Derde vlag (10 maart 2001 - 28 december 2001)